# Chiến tranh Balkan lần thứ hai
Chiến tranh Balkan lần thứ hai là một cuộc xung đột nổ ra khi Bulgaria không hài lòng với phần lãnh thổ chiến lợi phẩm của mình trong chiến tranh Balkan lần thứ nhất đã tấn công các đồng minh cũ của mình là Serbia và Hy Lạp vào ngày 16 tháng 6 năm 1913. Bulgaria đã đạt được một thỏa thuận từ trước chiến tranh về sự phân chia vùng Macedonia. Tuy nhiên, vì không hài lòng khi bị các cường quốc ép phải rút khỏi Albania, Serbia đã không chịu từ bỏ thêm bất kỳ vùng lãnh thổ nào nữa. Bulgaria sau đó tuyên chiến với Serbia. Chẳng bao lâu, cuộc đụng độ nhỏ xảy ra dọc theo biên giới của các khu chiếm đóng giữa Bulgaria, Serbia và Hy Lạp. Serbia bắt đầu đàm phán với Hy Lạp, nước cũng lo ngại về ý định của Bulgaria. Quân đội Serbia và Hy Lạp thất bại trong việc đẩy lùi cuộc tấn công của Bungaria. Romania cũng tấn công Bulgaria, với cái cớ liên quan đến ranh giới lãnh thổ trước đây của họ. Đế chế Ottoman cũng đã lợi dụng tình hình để giành lại lãnh thổ bị mất từ cuộc chiến trước đó.

## Tham khảo

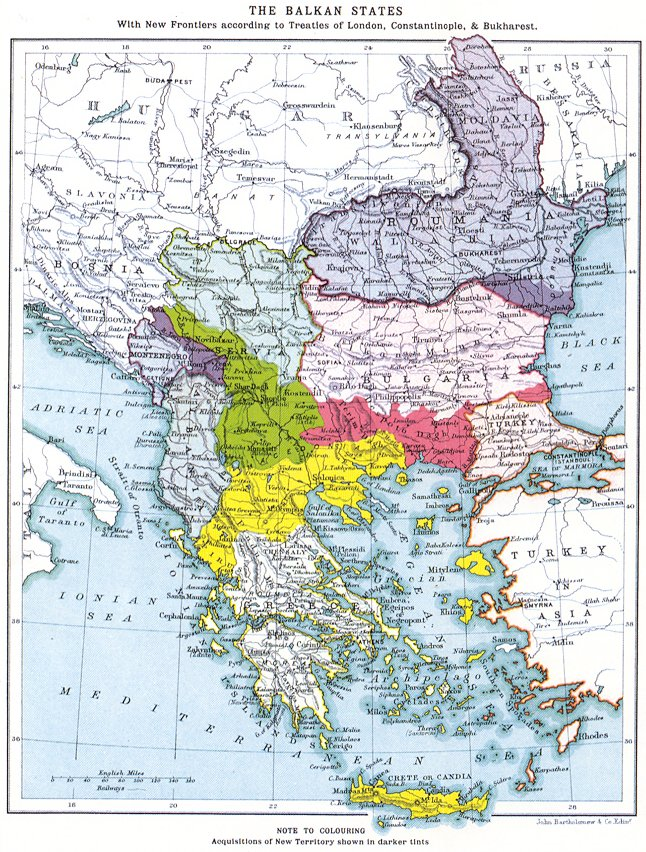
Đường biên giới các nước Balkan sau năm 1913
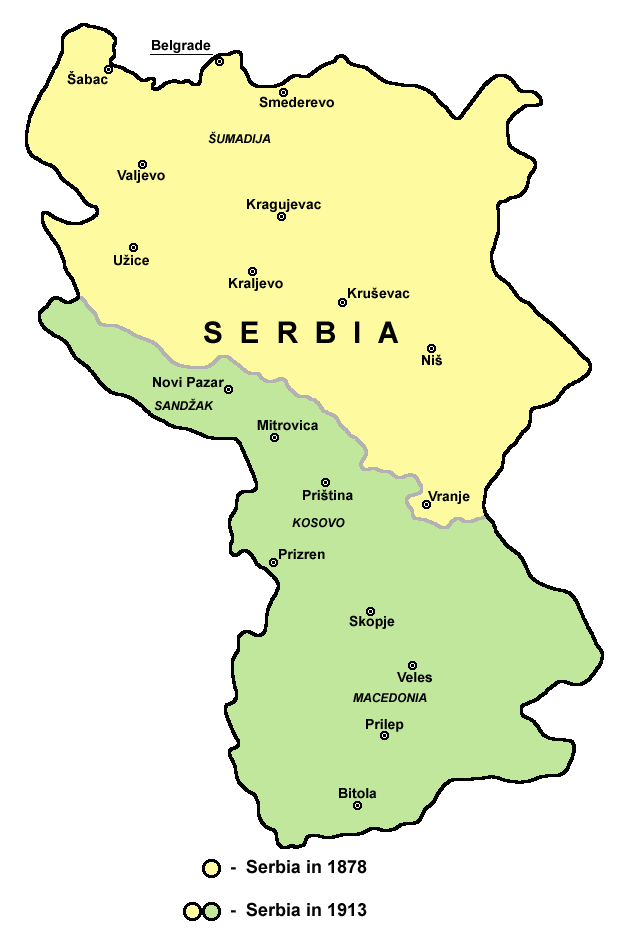
Lãnh thổ Serbia (vàng) và phần đất mà nước này chiếm được sau Chiến tranh Balkan lần thứ nhất.
Sự thay đổi lãnh thổ Bulgaria trong thế kỷ 20. Đường ranh giới màu lục nhạt thể hiện phần lãnh thổ Bulgari bị mất theo Hòa ước Bucharest so với phần lãnh thổ màu vàng hiện nay của Bulgari.
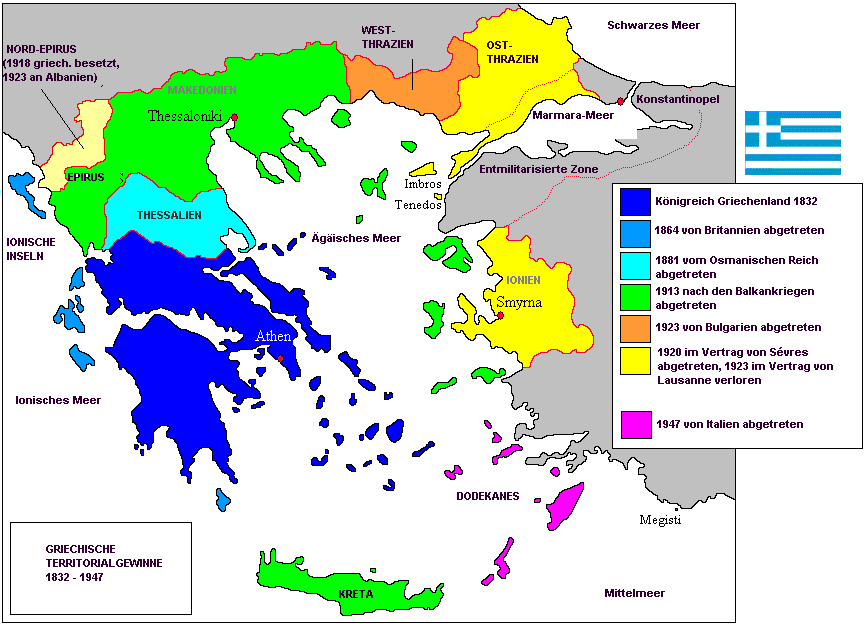
Sự bành trướng lãnh thổ của Vương quốc Hi Lạp từ năm 1832 đến năm 1947. Phần lãnh thổ màu xanh lá cây là những phần lãnh thổ Hi Lạp nhận được theo Hỏa ước Bucharest (1913) và Biên bản Florence (1914) sau đó.
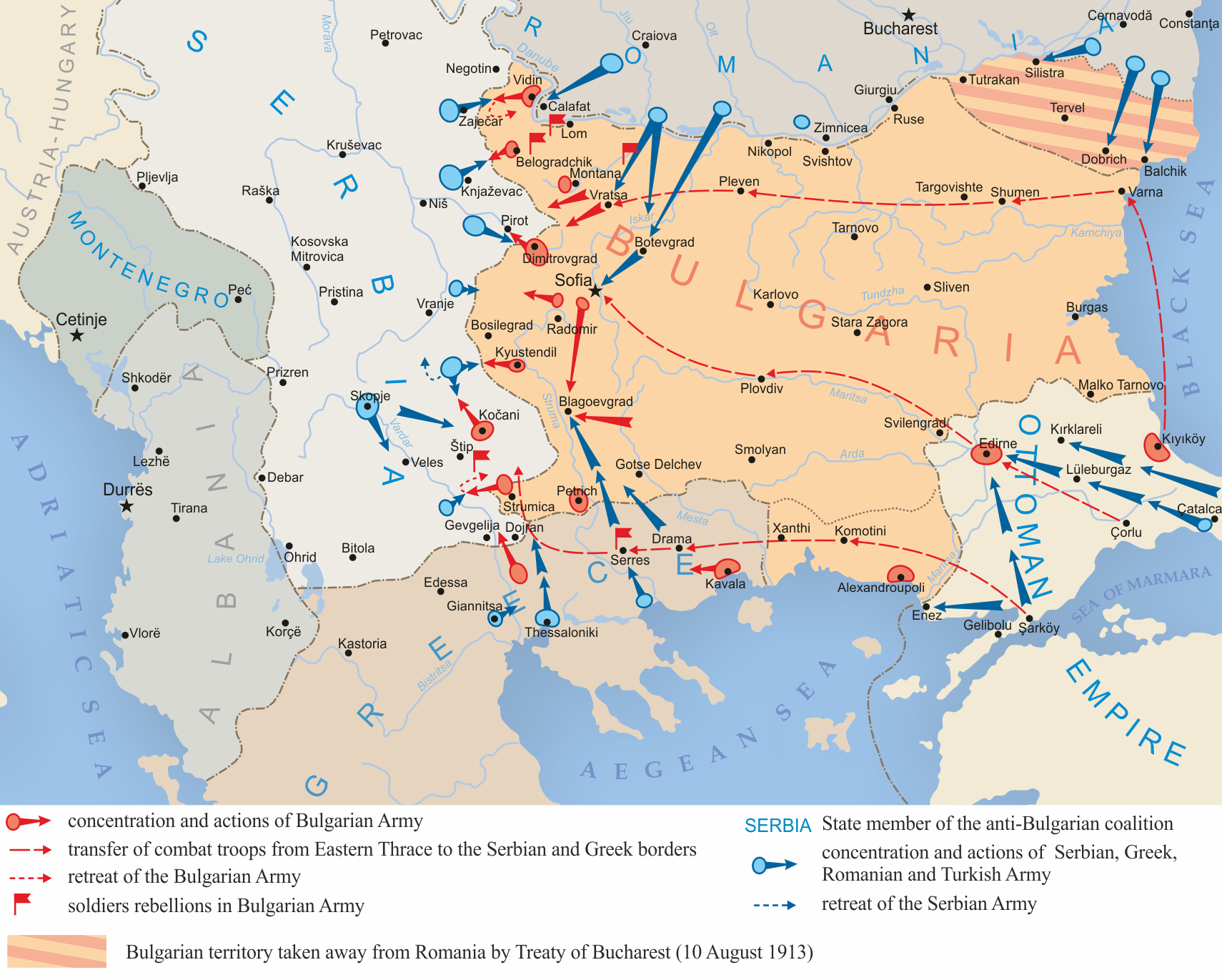
Lược đồ về Chiến tranh Balkan lần thứ 2.
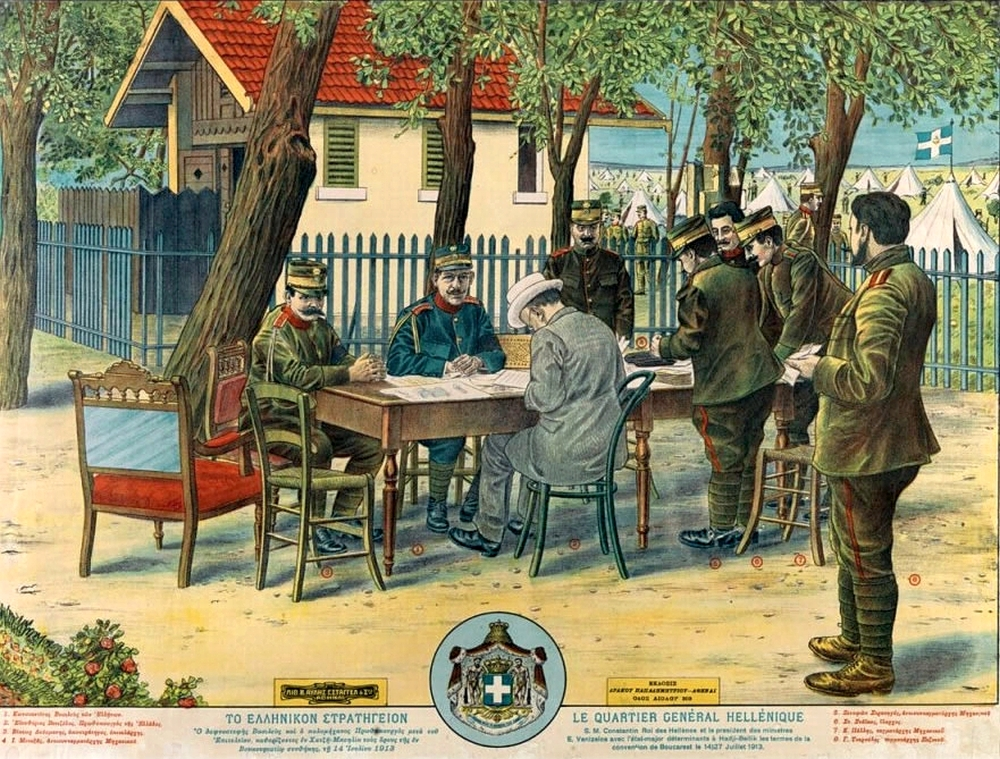
Sở chỉ huy của Quân đội Hi Lạp tại Hadji-Beylik, tháng 7 năm 1913